# ماريانا دوارتي
ماريانا دوارتي (بالبرتغالية: Mariana Duarte‏) هي لاعبة كرة الماء برازيلية، ولدت في 5 أكتوبر 1996 في ساو باولو في البرازيل.

## وصلات خارجية
- ماريانا دوارتي على موقع الاتحاد الدولي للسباحة (الإنجليزية)
- ماريانا دوارتي على موقع اللجنة الأولمبية الدولية (الإنجليزية)
- ماريانا دوارتي على موقع أوليمبيديا (الإنجليزية)
- ماريانا دوارتي على موقع اللجنة الأولمبية البرازيلية (البرتغالية)